# Список персонажей «Крови Триединства»
Серия из 20 лайт-новел «Кровь Триединства» (Trinity Blood), написанных Сунао Ёсидой и адаптированных в мангу и аниме — сюжетная система, использующая аллюзии на европейскую историю.

Главные персонажи сериала

## Восприятие критикой
Рецензент ANN отмечает великолепную работу с цветом. Даже когда персонажи посреди сюжета переходят на черные костюмы, богатство и текстура изображения остаются впечатляющими. В изображении женских персонажей авторы питают склонность к вытянутым, строгим лицам с заостренными подбородками, что делает героинь приятными. Мужские персонажи определенно значительно превосходят средний уровень. Примером этого может служить Авель выглядящий лихо независимо от того серьезен он или валяет дурака. Как отмечает другой рецензент, персонажи «Крови Триединства» достаточно живые что бы их было можно отличить друг от друга. Однако, при этом их образы остаются предельно плоскими. Так, например, Авель абсолютно не отличается от любого другого неуклюжего и в то же время всезнающего персонажа. Также в некоторых сценах хромает анимация персонажей — движения персонажей могут выглядеть так, как будто они не передвигаются на ногах, а катятся на колёсиках. Наконец, с точки зрения третьего рецензента как персонажи, так и дизайны костюмов позаимствованы из предыдущих работ начиная Kiddy Grade и заканчивая Chrono Crusade..

## Ватикан

### Лидеры

#### Папа римский Алессандро XVIII
Родился в 3044 году.
399-й папа римский, стоящий во главе Ватикана. Он законный сын предыдущего Папы Григория XX и дочери знатного аристократического семейства Колонна. Алессандро приходится Франческо и Катерине сводным братом, однако в отличие от своих решительных брата и сестры он очень робок и слаб по своей натуре. Пять лет назад (относительно событий, описанных в аниме) в Ватикане разразился конфликт из-за того, кто именно станет преемником усопшего Папы. Алессандро удалось победить своего главного противника Альфонсо д’Эстэ и стать следующим папой римским. Это случилось благодаря политическим махинациям его сводных брата и сестры, а также благодаря тому, что он является прямым наследником предыдущего Папы. Однако сам Алессандро не искал для себя этого титула. Да, окружающие выказывают ему должное уважение и величают не иначе как «ваше святейшество», но в то же время многие про себя насмехаются над Алессандро и считают его всего лишь куклой в руках Катерины и Франческо. И это самая что ни на есть правда. Алессандро и сам ненавидит себя за то, что все время прячется за спинами Франческо и Катерины, и от этого бремя самой высокой должности в Ватикане ещё больше тяготит его сердце.
Сэйю - Фудзита Ёсинори

#### Франческо ди Медичи (Герцог Флорентийский)
Родился в 3029 году.
Глава Священной Конгрегации доктрины веры, Герцог Флорентийский, кардинал, сводный брат Алессандро и Катерины, в Ватикане он занимает сразу несколько ключевых постов: глава Священной конгрегации доктрины веры, главнокомандующий войсками Святой Церкви и советник Папы по теологическим вопросам. Франческо сильно верующий человек, он идеалист, и ему чужды корыстные побуждения. С другой стороны, он сторонник учения Макиавелли, а потому стремится достичь поставленной цели любыми доступными способами. Он проводит и проповедует очень жестокую политику. Его цель — показать всему миру абсолютную силу Ватикана, единственного проводника воли Божьей на земле. Вера Франческо непоколебима. Он упрямый человек, не склонный к компромиссам. Превратив Папу Алессандро в свою марионетку, Франческо обладает всей полнотой власти в Ватикане, поэтому такой умеренный человек, как его сестра Катерина, только мешает ему. Мир, который он жаждет построить, — это мир, порядки в котором устанавливает Ватикан, и в котором нет места долгоживущим. Позиция Франческо импонирует многим, поэтому у герцога Флорентийского множество сторонников как внутри Ватикана, так и вне его.

#### Катерина Сфорца (Герцогиня Миланская)
Родилась в 3036 году.
Катерина — сводная сестра Алессандро и Франческо ди Медичи (у них был один отец). На момент начала действия аниме Катерине 24 года. Она глава и основательница АХ. Алессандро восхищается своей сестрой и во многом опирается на её поддержку. Франческо же вечно конфликтует с Катериной из-за власти. Официально Катерина является Кардиналом, но фактически именно она и Франческо обладают всей властью в Ватикане.
Авель порой называет Катерину «жестоким и бессердечным боссом», но на самом деле их отношения гораздо глубже и сложнее. Катерина встретила Авеля, когда ей было 14, он спас её от вампиров, которые уничтожили всю её семью. Катерина испытывает романтические чувства к Авелю и сильно ревнует его к Эстер (в манге и в романе). В конце манги выясняется, что она тяжело больна, и жить ей осталось совсем недолго. 
Сэйю — Аяко Кавасуми (Катерина в молодости)

### Агенты АХ

#### Авель Найтроуд (Крусник 02)
Родился (вообще-то, родился — это не совсем правильное определение, скорее выращен/создан) в 2088 году в Лондоне.
Уполномоченный исполнитель специального отдела Министерства по делам Святой Церкви Ватикана. Авель  —странствующий священник Ватикана. По какой-то причине он всегда голоден, а нехватка денег превратилась в личное проклятье, потому что независимо от обстоятельств у него в кошельке всегда четыре динара. Является большим сладкоежкой и даже порой пьет чай с 13 кусочками сахара. Хоть он и имеет приличествующий священнику вид, но своей в высшей степени беспечной манерой и неловкостью он доставляет окружающим много хлопот, а иногда и вовсе повергает их в шок. На самом деле Авель Найтроуд является одним из немногих уполномоченных исполнителей Ватикана, агентом Министерства по делам Святой Церкви. Его кодовое имя: «Крусник». Когда Авель убеждается, что остался наедине с противником (Авель стыдится своей силы и старается скрывать её от посторонних), он активирует наномашины «Крусник-02», находящиеся внутри него, которые превращают странствующего священника в существо с боевыми способностями куда большими, чем у вампиров.
Его тело способно самопроизвольно генерировать высоковольтные разряды, что и составляет основу его силы Крусника. Также может использовать косу из крови в ближнем бою. Однако из-за его нежелания подпитываться кровью мафусаилов может терять свои способности.

#### Эстер Бланшетт (Звезда)
Родилась в 3045 году.
Эстер — королева Альбиона (в доказательство имеется отметка в виде звезды на боку), дочь принца Гилберта и внучка королевы Бриджитты II.
С раннего детства и до момента встречи с Авелем прожила в церкви Святого Матиаса. После убийства матери-настоятельницы (которая заменяла ей родную мать) примкнула к революционной группировке против мафусаилов, где познакомилась с Дитрихом. В ноябре 3062 начинают происходить события вокруг Звезды скорби, и в феврале 3063 Эстер уезжает в Рим. Во время миссии в Карфагене знакомится с Ионом Фортуной и проникается к нему симпатией. В мае 3064 Эстер коронуют на трон.
У Эстер есть сестра — Мэри Спенсер, которая сама не прочь занять трон сестры.
Эстер всегда доброжелательна к людям, ей свойственны милосердие и сочувствие.
Характер Эстер в аниме, в манге и в романе разительно отличаются друг от друга. Если в аниме она скромная и тихая, то в романе и манге её скорее можно отнести к типу "цундере" персонажей. В манге и в романе она так же явно испытывает романтические чувства к Авелю, и после 19 главы перестает его бояться. Эстер довольно умная и сообразительная девушка. Помимо этого, Эстер знает три языка: высокую латынь (самый распространённый разговорный и письменный язык в мире эпопеи), альбионский (т.е английский) и венгерский. Правда, изучение языка Империи ей давалось из рук вон плохо, девушка смогла усвоить лишь несколько простых фраз, хоть и очень старалась выучить этот язык.

#### Трес Икс НС-IIIX (Стрелок)
HC — Homo Caedius (Человек убивающий)
Киборг. Проект создания киборгов разрабатывался профессором Зебетто Гарибальди (в 3036 он начинает разрабатывать идею создания солдатов-киборгов серии HC), но затем Профессор попал в руки Ватикана. (В апреле 3055 года подавлено восстание епископа Гарибальди. Авель и Катерина находят HC-IIIX, а члены Инквизиции — HC-IIX).
Сознание Треса очень нестабильно, именно это была одна из главных причин для установления Вильямом программы подчинения Катерине.
Будучи киборгом, помимо металлических частей обладает и органической — это часть его головного мозга.
Трес не нуждается ни в каком питании вообще.
Фанатично предан Катерине. Соответственно единственный человек, кто может отдавать приказы Тресу — она. Катерина также служит своеобразным «ограничителем» его действий.
Вооружение: Battle Handgun Jericho M13 (всем известные пистолеты) и огнемёт «Dies Irae» («День Гнева»).
Трес может функционировать в 6 режимах.

#### Кейт Скотт (Железная Дева)
Родилась в 3031 году.
Кейт — капитан корабля Железная леди II (Iron Maiden II). Так же как и Уильям является рыцарем Альбиона. В аниме появляется всегда в качестве голограммы. Именно она чаще всего передает приказы Катерины Ганслингеру. Её чай славится на весь Ватикан. Кейт Скотт и Уильям Уолтер Вордсворт — одни из подчиненных Катерины, которые пользуются её расположением и безграничным доверием.
Сестра Кейт парализована.
Когда Катерина училась в университете, на неё было совершенно покушение. Уильям и Кейт помогли ей избежать опасности, но Кейт была тяжело ранена, что и стало причиной её паралича. Катерина и Уильям, чтобы позволить Кейт чувствовать себя полезной, построили гигантский корабль Iron Maiden.
В 3061, во время сражения в Вене с Розенкрейцем Iron Maiden был уничтожен, в действие вошёл Iron Maiden-II.

#### Хьюго де Ватто (Танцующий с мечом)
Родился в 3032 году.
Хьюго — потомок аристократического рода. Вся его семья была уничтожена, и Хьюго пытается отыскать убийцу и отомстить. У Хьюго есть сестра Анаис, которой удалось выжить, но она пропала без вести, скорее всего, была похищена убийцами.
У Хьюго искусственные конечности киборга, что объясняет его нечеловеческую силу и поразительную быстроту. Эти конечности были сделаны Уильямом Уолтером Вордсвортом, он же научил Хьюго искусно владеть мечом. Кодовое имя Хьюго — Танцующий с мечом.

#### Вацлав Гавел (Безликий)
Родился в 3021 году.
Вацлав — уроженец Восточной Богемии, сын плотника (возможное сравнение с Христом). После смерти отца отправился в Рим. Начинал как агент Инквизиции, но после проблем с начальством оставил свой пост и перебрался в АХ.
Умеет становиться невидимым, фанатично предан своему делу, любит читать другим нотации.
В октябре 3060 года он умирает в возрасте 39 лет в Богемии, его родной стране. Он повернулся против своего начальства и похитил Папу. Причиной послужила война в Богемии. Видимо, он хотел её прекращения.
Возможна связь с Вацлавом Гавелем (Первым президентом Чехословакии после Бархатной Революции)

#### Уильям Уолтер Вордсворт (Профессор)
Родился в 3023 году.
Уильям — рыцарь Альбиона. Лучший друг Кейт Скотт. В АХ занимается исследованиями, также параллельно преподает в Университете. Предположительно именно Уильям починил и перепрограммировал Треса Икуса. Также Профессор никогда не расстается со своей трубкой, которую ему подарила Катерина. До этого он был ярым противником курения.
До своей работы в АХ он был одним из самых талантливых студентов, а затем и сотрудников Лондиниумского университета (вместе со своей женой и Гарибальди, позже создавшим Треса).
Когда Уильям с женой были сотрудниками университета, они постоянно соперничали с Исааком Фернандом фон Кемпфером, который тоже там работал. Есть предположение, что однажды это соперничество привело к неудачному эксперименту, из-за которого погибла жена Уильяма, и он вместе с Исааком был уволен из университета и выгнан из страны.

#### Леон Гарсия д’Астуарис (Одуванчик)
Родился в 3031 году.
Леону около 30 лет, у него есть дочь по имени Фана, которая уже в течение двух лет находится в больнице Ватикана после перенесённой тяжёлой болезни. Леон безумно любит свою дочь и живёт только ради неё.
Леон — бывший военный, он был капитаном королевской армии во время Марокканской войны за независимость, за участие в которой был награждён. Служил спецагентом в ВМС.
2 года назад убил 30 священников и собственную жену, за что был приговорён к смертной казни, которая не состоялась благодаря АХ и согласию Леона работать на них в 3058 году.

#### Ноэль Бор (Госпожа)
Она одна из команды АХ. Обладает способностью визуальной эмпатии (visual empathy), что проявляется в её способности видеть настроение людей в виде цвета, и ощущать «эмоциональный» след людей там где они прошли.
Судя по всему, питала какие-то романтические чувства к Авелю, в чём, фактически, и признается ему во время их задания в Барселоне. Ноэль погибает во время этого задания. Её смерть так сильно подействовала на Авеля, что он чуть не покинул команду АХ.

#### Моника Аргенто (Черная вдова)
Моника — дочь крупного итальянского мафиози. В АХ вступила по принуждению Сфорцы, которая пообещала ей, что не сдаст её группировку Инквизиции, если та вступит в АХ.
С Тресом у неё постоянно возникают напряженные ситуации. А также она находится в весьма натянутых отношениях с Братом Петром. Также есть информация, что Исаака заколола именно Моника, но точных подтверждений его смерти — нет.

### Бюро Инквизиции (Vineam Domini)

#### Брат Пётр Орсини (Рыцарь Разрушения)
Родился в 3034 году.
Начальник Отдела Инквизиции Священной Конгрегации доктрины веры Ватикана. Этот «усиленный» солдат происходит родом из знаменитой итальянской семьи Орсини. Рост превышает два метра. Брат Пётр носит изящно скроенную мантию, которая скорее бы приличествовала какому-нибудь аристократу и которая никак не вяжется с образом этого гиганта. Имя этого человека как самого сильного и ужасного рыцаря известно всему Ватикану, он даже получил прозвище «Рыцарь разрушения». Брат Пётр четко следует приказам кардинала Франческо, глубоко уважает его и готов отдать жизнь за веру. Справедливость для него превыше всего. Он очень серьёзный человек — в хорошем смысле, но у этого есть и плохие стороны — он абсолютно лишен так называемой «гибкости». У него никогда не возникает ни малейших сомнений в своей силе, и он без страха бросается на противника. Нет такого человека, который смог бы остановить его.

#### Сестра Паола Скофовски (Леди Смерть)
Родилась в 3036 году.
Заместительница начальника Отдела Инквизиции Священной Конгрегации доктрины веры Ватикана. Она родом из города Кракова великого герцогства Ягелло. Хоть она и является всего лишь заместительницей начальника, именно она, а не Брат Пётр, организаторские способности которого оставляют желать лучшего, заведует всем Отделом Инквизиции. По слухам, эта женщина — гениальная убийца: она владеет несметным количеством видов тайного оружия и лишила жизни не одну сотню человек. Благодаря своей беспримерной жестокости сестра Паола заслужила прозвище «Леди Смерть». Согласно сообщениям очевидцев, в рукопашной схватке ей нет равных. И даже в Ватикане, где собралось множество сильных и храбрых воинов, нет никого, кто мог бы её победить.

#### Сестра Симона
(В аниме отсутствует)
Молодая девушка с седыми волосами. Обычно носит плащ с капюшоном.
Имеет докторскую степень в медицине. Оружием сестры являются тонкие иглы с ядом.

#### Дуо Икс HC-IIX (Брат Варфоломей)
Дуо — один из киборгов Джузеппе Гарибальди.
«Брат» Треса Икса, но в отличие от него нет ограничений на эмоциональные блоки, то есть он не должен беспрекословно подчиняться кому-либо, поэтому чувства Дуо ничем не отличаются от чувств человека.

#### Брат Филипп
(Присутствует только в романе)
Неприятный толстяк-коротышка, похожий на рыбу (чем и заслужил прозвище "Жирный угорь", которое дал ему отец Леон). Несмотря на свою комплекцию - отличный боец, к тому же весьма ловок. В бою использует длинные "щупальца", заканчивающиеся острыми лезвиями. Так же может вырабатывать мощные электрические разряды, чем неоднократно пользуется. Вместе с сестрой Паулой участвовал в операции по уничтожению "Нового Ватикана"в Брно. Имеет докторскую степень в литературе.

#### Брат Матфей (Марокканский Дьявол)
(В аниме отсутствует)
Родился в 3033 году.
Выходец из семьи небогатого венецианского торговца. Не пожелав продолжать семейный бизнес, Матфей подался в военное училище, где потерпел неудачу и был отчислен за неуспеваемость, хоть и углублённо изучал тактику и стратегию. Спустя примерно 10 лет, Матфей участвует в Гибралтарской войне. В течение этого конфликта Матфей убедительно доказывает, что не зря потратил время, обучаясь военному ремеслу, а также впервые демонстрирует те черты своего характера, за которые впоследствии знающие люди его стали уважать и даже побаиваться. Мятеж был быстро и крайне эффективно подавлен, что подарило Матфею его прозвище — «Марокканского дьявола». Он впервые привлекает внимание Ватикана, и вскоре после этого становится членом Инквизиции.
Матфей довольно вежлив, эрудирован и воспитан, что создаёт приятное впечатление о нём, чем Матфей не раз пользовался, дабы добыть нужную ему информацию.

## Империя Истинного Человечества
Известна так же как Империя Мафусаилов или Империя Истинной Расы.
Страна долгоживущих, ненавистный враг Ватикана. Это Империя Истинного Человечества, охватывающая всю бывшую Восточную Европу и включающая в себя Турцию и часть России. Власть принадлежит долгоживущим аристократам Империи (бойэлям). Все они являются феодалами и владеют территориями по всей Империи. Долгоживущим, которые приносят клятву верности императрице, запрещено наносить вред короткоживущим, поскольку те являются собственностью императрицы.
Примерно 800 лет назад долгоживущие, спасаясь от преследований со стороны терранов, под предводительством императрицы Врадики бежали в эти земли. Врадика возродила природу после Великой Катастрофы и основала здесь государство. Вот уже 800 лет природа Империи развивается независимо от «внешней» культуры. Последние сто лет Империя и человечество сосуществуют в относительном мире. И причиной тому, как утверждают злые языки — ослабление власти Ватикана; у человечества просто нет сил на организацию очередного крестового похода. Однако Империя, превосходящая человечество в технологиях, является источником постоянной военной угрозы для людей.

### Августа Врадика (Сес Найтроуд — Крусник 03)
Ей больше 800 лет, хоть и выглядит лишь на 13. Она — младшая сестра Авеля и Каина. Авель любит и заботится о Сес, но у них разные взгляды, поскольку Авель находится на стороне человечества, а Сес — Империи, которая является территорией вампиров. Сес не понимает, почему Авель предпочитает помогать людям вместо его собственного вида. 
Оружие Крусника 03 — особые ультразвуковые волны, способные разрушить человека в считанные секунды.
Не совсем понятно, как она, будучи Крусником, может поддерживать свои способности, не подпитываясь кровью мафусаилов.

### Милка Фортуна (Герцогиня Молдавская)
Герцогиня Молдавская, глава Тайного Совета Империи. Можно сказать, что Милка Фортуна — своего рода премьер-министр, первая из аристократов Империи. Она является бабушкой Иона Фортуны, графа Мемфисского.
Время от времени Милка подменяет императрицу. Даже долгоживущие с их исключительным зрением не способны разглядеть лицо императрицы, скрытое бамбуковой занавеской или же вуалью. Кроме Милки, истинный облик императрицы никому не ведом (не считая других крусников и впоследствии Графа Мемфисского, Маркизы Киевской и Эстер Бланшет). Один из очень немногих людей, близких императрице.

### Ион Фортуна (Граф Мемфисский)
Аристократ Империи, граф Мемфисский. Этому красивому юноше на вид лет 13-14. И в плохом, и в хорошем он всегда искренен. Как аристократ Империи, он полон чувства собственного достоинства, но в то же время он большой упрямец. Ион происходит из знатной семьи и занимает должность императорского представителя по специальным поручениям, который исполняет личные приказы императрицы и занимается делами государственной важности. Этот пост — первый шаг в карьере перспективных молодых людей Империи. Как и большинство долгоживущих аристократов Империи, Ион считает, что сосуществование с короткоживущими невозможно в принципе. Специальное поручение императрицы, с которым он отправился в Карфаген, изменило жизнь Иона, а предательство напарника Раду оставило глубокую рану в его душе.
Однако встреча с короткоживущей Эстер и знакомство с внешним миром ставят Иона на путь взросления.

### Раду Барфон (Барон Луксорский)
Молочный брат и незаменимый напарник Иона Фортуны, графа Мемфисского. На самом деле возраст Иона и Раду не сильно отличается. Долгоживущие не обладают бессмертием от рождения. Они появляются на свет также, как и люди, взрослеют, но потом вследствие процесса, называемого «пробуждением», в них происходят физиологические изменения, в результате которых они обретают тело долгоживущего и превращаются в вампиров. После того как происходит «пробуждение», внешний вид долгоживущих уже не меняется. У Иона «пробуждение» наступило раньше, чем у Раду, поэтому Ион и выглядит моложе.
Во время миссии в Карфагене обнаруживается, что Раду — сторонник войны между Ватиканом и Империей. Он считает, что люди и мафусаилы не должны сосуществовать мирно, поэтому примыкает к Ордену Розенкрейцеров, оказывается куклой в руках Дитриха.
Сэйю — Кацуюки Кониси

### Астороше Асран (Маркиза Киевская, Герцогиня Одесская)
Была отправлена в Венецию в качестве государственного инспектора, подчиняющегося непосредственно Империи. Её помощником стал Авель Найтроуд. Известна как маркиза Киевская и герцогиня Одесская. Как это свойственно долгоживущим, Асто полна предубеждений против людей и считает их в высшей степени глупыми и безумными существами. Очень гордая и неимоверно вспыльчивая женщина.
Оружие, которое носит с собой Асто, называется «Копье Гейборга» и передается в семье герцогини Киевской из поколения в поколение. Из его острия выбрасывается струя ионизированного ксенона. Лезвие из плазмы способно разрубать большинство металлов.
В последних сериях открывается её истинное отношение к Найтроуду — узнав о его смерти, произносит: «Если бы у меня были крылья, я тотчас полетела к нему»…

### Чандаруру Кара Халил
Терран. Слуга во дворце маркизы Киевской. Этот пожилой человек пользующийся особым доверием Асто, служил ещё матери нынешней маркизы Киевской. Не просто слуга обычный, но человек высокого интеллекта, помогающий Асто в её работе. Он и занялся обустройством нежданных гостей, которые объявились во дворце Асто.

### Сулейман (Граф Тигрский)
На вид ему 30-35 лет. Это приятный, мягкий мужчина с теплой улыбкой на губах. Граф Тигрский занимает пост заместителя главы Тайного совета Империи. Он один из немногих аристократов, которые вот уже несколько десятков лет служат опорой империи. Что же касается его заслуг на поле брани, то он может смело претендовать на второе, а то и на первое место. Сулейман пользуется большим уважением у подданных. Даже среди аристократов Империи он известен своим благорасположением к короткоживущим. Сулейман приходится дальним родственником семье Киевских. В детстве Асто его обожала и звала дядей.
После притворной смерти Милки Фортуны становится главой Тайного совета. По правде говоря, он — очевидный лидер экстремистов в Империи, чья цель — убийство Императрицы и узурпация власти.

### Байбарс (Командир императорской гвардии Империи)
Командир (и ещё барон) императорской гвардии Империи (янычар). Янычары — это военное подразделение, подчиняющееся непосредственно императрице. В их основные обязанности входит охрана императрицы и императорского дворца. Пурпурные маски и красные шлемы символизируют императорскую власть.
Вооружение: «Ломающий позвоночник» («Зу-аль-Викаль») — оружие из Потерянных Технологий, которое передается от одного командира императорской гвардии к другому. На чёрном, как будто обсидиановом лезвии меча имеются семь ответвлений, которые генерируют электромагнитное поле. создающее режущие вакуумные волны.

## Королевство Альбион

### Мэри Спенсер (Кровавая Мэри)
Полковник морской пехоты Королевских военно-морских сил Альбиона и сестра Эстер Бланшетт. Она — талантливая военная и в то же время очень мудрая женщина. Мария не проявляет и толики жалости к врагам.

### Джейн Джудит Джоселин
Самый богатый человек Альбиона, герцогиня Эринская, властвующая над Ирландией. Герцогиня Эринская (иногда к ней обращаются в мужском лице — герцог Эрин Ирландский) — талантливая женщина, достойная трона Альбиона, но многочисленные скандалы, окружающие её частную жизнь, делают затруднительным её становление в качестве королевы. Джоселин семь раз была замужем, и семь раз мужья её умирали, из-за чего её прозвали «Катастрофа Джейн».

### Вирджил Уолш (Граф Манчестерский)
Восходя на трон Альбиона, каждая новая королева первым делом продлевает тайное соглашение с этим человеком. Вирджил Уолш, граф Манчестерский, управляет Подземным заводом Альбиона, иными словами — закрытым сектором (Гетто),целиком и полностью населенным мафусаилами. Гетто находится под Лондиниумом.
Вирджил и сам является мафусаилом, одна из его способностей - управление собственной тенью. Сам Вирджил добр, мягок и порядочен, в противоположность его сестре Ванессе, грубоватой и резкой. По видимому, испытывает нежные чувства к Эстер, так как видит в ней Брижитту (это заметно в манге). В манге Вирджил спасает Эстер и Алессандро от верной гибели и приносит их в Гетто, которое позже атакуется Мэри и её королевской армией, с целью уничтожения всех мафусаилов, находящихся там.

### Ванесса Уолш
Сестра графа Манчестерского.
Сверхъестественные способности — волосы меняют длину и плотность.
Возглавила восстание мафусаилов, пыталась организовать похищение Папы. В результате получилось наоборот — Ванесса спасла Алессандро и Петра от автоягеров (мёртвых вампиров-зомби).

### Бригитта II
Усопшая королева Альбиона, скончавшаяся в возрасте 65 лет. Эта выдающаяся женщина взошла на трон, когда ей было всего пятнадцать лет. Проводя макиавеллиевскую политику и завязав хорошие отношения с сильными державами, граничащими с Альбионом, Бригитта II правила королевством целых полвека. 15 лет назад её единственный сын, принц Гилберт, был убит. Детей у Гилберта не было и таким образом престол остался без наследника. Королева перед смертью завещала графу Манчестерскому искать «звезду Надежды». Ею оказалась Эстер.

## Другие персонажи

### Лилит Саль (Крусник 04, Чёрная Святая)
Сестра Каина, Авеля и Сиф. Была убита Каином, и это убийство себе не может простить Авель. Тело Лилит находится в подземном склепе в Ватикане. Когда Каин убивает Авеля, герцогиня Миланская извлекает из тела Лилит наномашины и приказывает Тресу ввести их умершему Круснику 02, отчего последний казалось бы становится 100 % Крусником, но для тех кто досмотрел видео до конца становится ясно что он продолжает искать Каина с целью убить его, Ион идёт с ним.

### Дьюла Кадар (Маркиз Венгерский)
Дьюла — вампир (или долгоживущий), контролирующий казалось бы независимый город-государство Иштван с помощью манипуляций городским советом. Он полон ненависти к людям и относится к ним предвзято. Всему виной смерть его горячо любимой жены Марии Кадаль от рук горожан. В отличие от мужа, она заботилась о людях и, когда в Иштване началась эпидемия чумы, вышла раздать лекарства. Горожане, подстрекаемые церковью, убили её. После этого единственной целью Дьюлы является месть мирового масштаба с помощью «Звезды Скорби», которая передавалась в семье маркиза из поколения в поколение. Во время появления Авеля Дьюла уже нашёл настройщика электронно-вычислительных устройств Дитриха, который должен был активировать «Звезду», но был обманут им, и вскоре совершил самоубийство. Эстер, похищенная им ранее, сожалела о его смерти и соорудила безымянную могилу.